# Wilhelm Niemann (Offizier)
Wilhelm Niemann (* 25. August 1892 in Ellingstedt/Schleswig; † 21. März 1935 in Beeskow) war Navigationsoffizier auf dem Flugschiff Dornier Do X und erster deutscher Flugschiffspostmeister.

## Leben
Wilhelm Niemann war als Erster Offizier und Navigationsoffizier auf dem Flugschiff Dornier Do X von der Dornier-Metallbauten GmbH und dem Reichsverkehrsministerium eingesetzt. Er blieb angestellter Schiffsoffizier der Hamburg-Amerika Linie HAPAG und wurde von der Hamburger Reederei „ausgeliehen“. Auf dem Erprobungs- und Überführungsflug der Do X in Richtung USA ab 5. November 1930 erledigte er neben seinen Navigationsaufgaben den Schriftverkehr des Flugschiffes.
Nach seiner Vereidigung als erster Flugschiffspostmeister am 29. Oktober 1930 im Postamt Friedrichshafen am Bodensee, bearbeitete er bis Juni 1932 die an Bord aufgelieferte Post. Bei der Atlantik umspannenden Werbereise des seinerzeit größten Passagierflugzeugs gab es internationale Postbeförderung von Briefen und Postkarten. Diese mit unterschiedlichsten Briefmarken und Sonderstempeln sowie Flugbestätigungsstempeln versehenen Belege ergeben das Sondergebiet der Aerophilatelie: die DO-X-Post.
Nach seinem Ausscheiden als Besatzungsmitglied des Flugschiffs und als Kapitän bei der HAPAG im September 1932 wurde er Leiter der Navigationsabteilung bei der Deutschen Versuchsanstalt für Luftfahrt in Berlin-Adlershof. Er initiierte die Einführung des dezimalen 400-Grad-Kreises in der Navigation. Durch seinen Fliegertod am 21. März 1935 bei Beeskow, er war auf einem Übungsflug für einen geplanten Weltflug, sind die navigatorischen Vorteile des 400-Grad-Kreises nicht weiter verfolgt worden.